# Autonomous spaceport drone ship

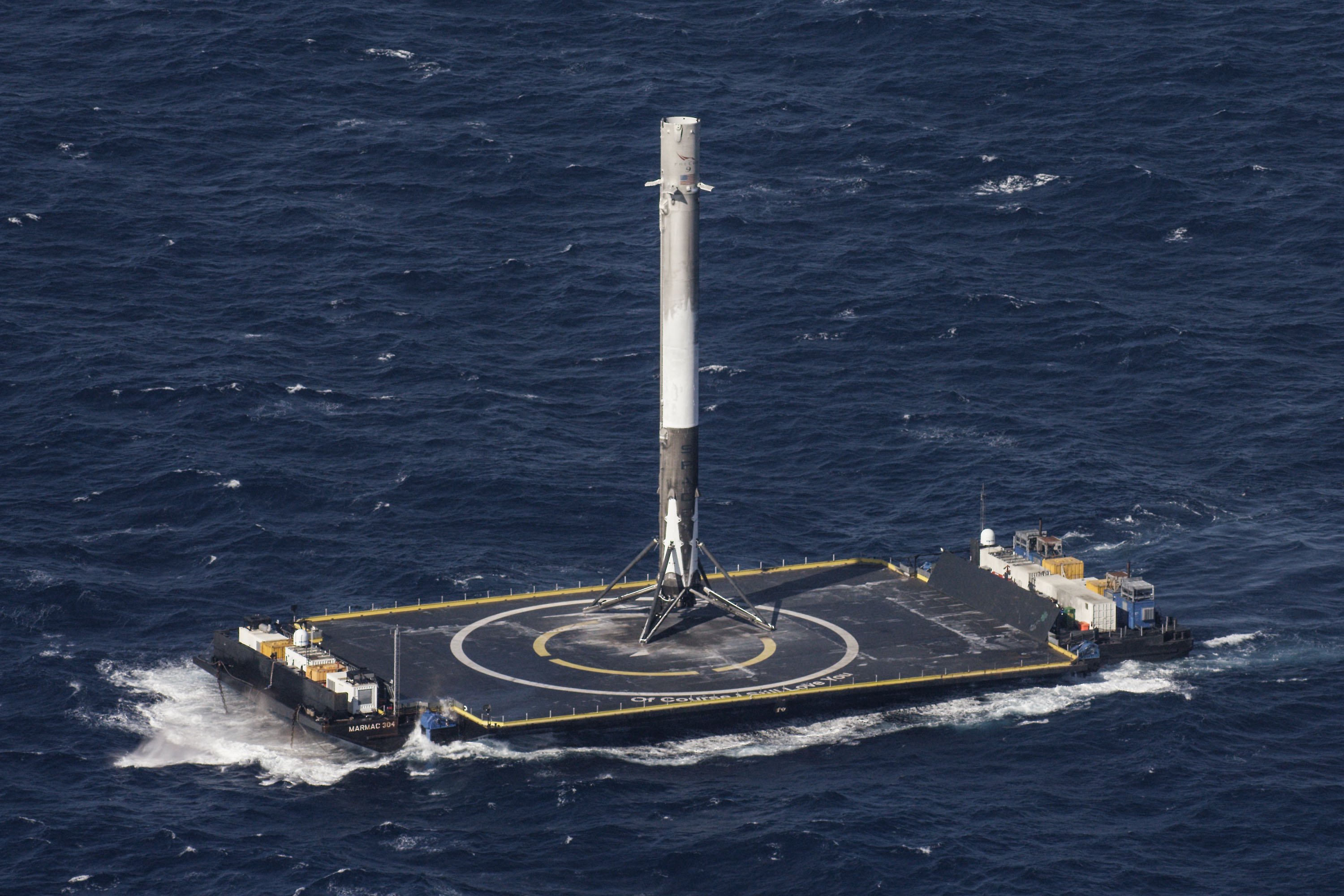
El vaixell no tripulat Of Course I Still Love You transporta la primera etapa de coet que va aterrar al mar (Falcon 9 FT, missió CRS-8, 8 d'abril de 2016).

Un autonomous spaceport drone ship (ASDS en les seves sigles en anglès o en català literalment vaixell no tripulat-port espacial autònom) és una embarcació oceànica derivada de la coberta d'una gavarra, equipada amb motors de manteniment de la posició i una gran plataforma d'aterratge. La construcció d'aquests vaixells va ser encarregada per la companyia aeroespacial SpaceX per permetre la recuperació de les primeres etapes de coets al mar durant les missions d'alta velocitat que no transportin prou combustible per retorn a la base de llançament després de situar una nau espacial sobre una trajectòria orbital.
SpaceX té dos vaixells no tripulats en operació, el Just Read the Instructions en l'Oceà Pacífic per al llançament des de Vandenberg i el Of Course I Still Love You a l'Atlàntic per al llançament des de Cap Canaveral. A January 2017, deu vols del Falcon 9 han intentat aterrar en un vaixell autònom, amb cinc amb èxit: sent el primer intent reeixit la missió CRS-8 l'abril de 2016.
Els vaixells ASDS són un component clau del programa de desenvolupament del sistema de llançament reutilitzable d'SpaceX amb l'objectiu significatiu de reduir el preu dels serveis de llançament espacial a través de la "reutilització ràpida i completa". Tots els vols que van a òrbita geoestacionària o superen la velocitat d'escapada requereixen d'aterratge al mar, que abasta aproximadament la meitat de les missions de SpaceX.